# La Graine et le Mulet
Pour plus de détails, voir Fiche technique et Distribution.
La Graine et le Mulet est un film franco-tunisien écrit et réalisé par Abdellatif Kechiche et sorti en 2007.

## Synopsis
À Sète, monsieur Beiji, 61 ans, travaille dans un chantier naval du port et se retrouve au chômage. Père de famille divorcé, il vit avec la patronne d'un hôtel et sa fille, Rym, mais reste très lié à ses enfants et à son ex-épouse. Avec son indemnité de licenciement, il envisage d'ouvrir un restaurant sur un vieux bateau. Ce projet nécessitera l'aide de son ancienne et de sa nouvelle famille ainsi que de ses amis.

## Fiche technique
- Titre original : La Graine et le Mulet
- Titre arabe : الكسكسي بالبوري
- Réalisation : Abdellatif Kechiche
- Scénario : Abdellatif Kechiche
  - Adaptation et dialogues : Abdellatif Kechiche et Ghalya Lacroix
- Photographie : Lubomir Bakchev
- Montage : Camille Toubkis, Ghalya Lacroix
- Costumes : Maria Beloso-Hall
- Décors : Benoît Barouh
- Production : Claude Berri (producteur), Pierre Grunstein (producteur exécutif), Nathalie Rheims (productrice associée)
- Sociétés de production : Pathé Renn Productions et Hirsch, en coproduction avec France 2 Cinéma et CinéCinéma
- Pays d'origine :  France et  Tunisie
- Langues originales : français, arabe et russe
- Genre : comédie dramatique
- Durée : 151 minutes
- Dates de sortie :
  - Italie : 3 septembre 2007 (première à la Mostra de Venise) ; 11 janvier 2008 (sortie nationale)
  - France et Belgique : 12 décembre 2007

## Distribution
- Habib Boufares : Slimane Beiji
- Hafsia Herzi : Rym
- Faridah Benkhetache : Karima
- Sabrina Ouazani : Olfa
- Olivier Loustau : José
- Alice Houri : Julia, la femme de Majid
- Bouraouïa Marzouk : Souad, la femme de Slimane
- Hatika Karaoui : Latifa, la mère de Rym
- Sami Zitouni : Majid, le fils aîné de Slimane et de Souad
- Mohamed Benabdeslem : Riadh, le frère cadet de Majid
- Abdelhamid Aktouche : Hamid, musicien habitué du café de Latifa
- Leila D'Issernio : Lilia
- Bruno Lochet : Mario
- Abdelkader Djeloulli : Kader
- Cyril Favre : Sergei, le beau-frère ukrainien de Majid
- Nadia Taoul : Sarah
- Henri Rodriguez : Henri
- Jeanne Corporon : la banquière
- Violaine de Carné : Madeleine, Mme Dorner, maîtresse de Majid
- Carole Franck : une invitée au repas
- Gilles Matheron
- Axel Yahimi

## Réception critique
- D'après La Tribune, « le film a fait une entrée fracassante dans le palmarès compilé par Ciak, le magazine du festival, devenant le favori des critiques […] Cette fresque familiale, qui se termine en tragédie grecque, a pu voir le jour grâce au soutien et au financement du réalisateur et producteur français Claude Berri. Nous leur souhaitons un Lion d'or car tous les deux le méritent. Le public, lui, a déjà choisi suite à l'incroyable ovation réservée au film à l'issue de la projection »[1].
- Les Cahiers du cinéma ont fait leur couverture (numéro 629, décembre 2007) sur le film, auquel ils consacrent, en outre, un dossier de douze pages.
- Début 2010, il est classé 6e meilleur film des années 2000 et meilleur film français de la décennie par les Cahiers du cinéma[2], ainsi que 4e par les lecteurs de la revue[3].

## Autour du film
- La « graine » du titre est celle du couscous.
- Le « mulet » évoqué dans le titre n'est pas l'équidé issu de l'accouplement de l'âne et de la jument mais une variété de poisson qui peut agrémenter le couscous dans la cuisine tunisienne.
- Le film a été principalement tourné sur le port de Sète ainsi que dans le quartier HLM de l'île de Thau de cette ville.
- La phase de postproduction à été particulièrement longue puisque le tournage du film a eu lieu en 2005, pour une sortie deux ans plus tard, en 2007.
- La très grande majorité des acteurs est constituée de non-professionnels. Dans une interview pour les Cahiers du cinéma, Abdellatif Kechiche explique que ce parti-pris n'est pas un manque d'exigence : « Même ceux qui ne font pas ce métier je les ai choisis parce qu'ils avaient un don »[4].
- Le vol de la mobylette est une citation assumée du Voleur de bicyclette de Vittorio De Sica.
- Le budget est de 6,14 millions d'euros[5].
- Le film était prévu de longue date : dans La Faute à Voltaire, le personnage principal, Jallel, vend dans le métro Macadam, un journal de rue, et annonce au programme « une réduction de 15 % sur le film La Graine et le Mulet », film qui sera effectivement tourné sept ans plus tard, mais dont Abdellatif Kechiche avait déjà le projet.

## Distinctions
- Mostra de Venise 2007 :
  - Grand prix du jury
  - Prix Marcello-Mastroianni (Hafsia Herzi)
- Prix Louis-Delluc 2007
- Prix Méliès 2007
- Césars 2008 :
  - Meilleur film
  - Meilleur réalisateur (Abdellatif Kechiche)
  - Meilleur scénario original (Abdellatif Kechiche)
  - Meilleur espoir féminin (Hafsia Herzi)
- Lumières de la presse internationale 2008 :
  - Meilleur réalisateur (Abdellatif Kechiche)
  - Meilleur espoir féminin (Hafsia Herzi)
- Étoiles d'or du cinéma français 2008 :
  - Meilleur film
  - Meilleur réalisateur (Abdellatif Kechiche)
  - Meilleure révélation féminine (Hafsia Herzi)
  - Meilleur scénario (Abdellatif Kechiche)